# Echinostoma revolutum
Echinostoma revolutum är en plattmaskart. Echinostoma revolutum ingår i släktet Echinostoma och familjen Echinostomatidae. Inga underarter finns listade i Catalogue of Life.
Arten når en längd av 10 till 22 mm och den lever som parasit i blindtarmen och ändtarmen av hönsfåglar och andfåglar. Plattmasken har en vattenlevande snäcka som första mellanvärd. Andra mellanvärd kan vara ytterligare en snäcka eller grodyngel.